# Jean-Pierre Sergent (réalisateur)
Pour les articles homonymes, voir Sergent (homonymie).
Jean-Pierre Sergent est un journaliste et réalisateur français.

## Biographie
Militant anticolonialiste, Jean-Pierre Sergent a appartenu au Réseau Jeanson pendant la Guerre d'Algérie. Il apparaît en tant qu'étudiant dans Chronique d'un été (1961) aux côtés de Marceline Loridan. Dans son livre « C'était génial de vivre » (édition Les Arènes Paris 2021) Marceline Loridan Ivens révèle qu'il fut son amant et qu'il avait 12 ans de moins qu'elle (né en 1940?). 
Après avoir réalisé des documentaires, il se consacre au journalisme. Il participe en 1981 à la création du magazine Ça m'intéresse dont il sera le premier rédacteur en chef.

## Filmographie
Courts métrages
- 1962 : Algérie, année zéro (coréalisatrice : Marceline Loridan) - Grand Prix du festival international de Leipzig en 1964[2]
- 1965 : Rio Chiquito

Long métrage
- 1970 : Le Peuple et ses fusils (coréalisateur : Joris Ivens)